# Colonia del Sacramento
Colonia del Sacramento (trước đây có tên là Colonia do Sacramento) là một thành phố ở phía tây nam Uruguay, nằm bên bờ sông sông La Plata, ở phía đối diện với Buenos Aires, Argentina. Đây là thành phố lâu đời nhất ở Uruguay và là thủ phủ của tỉnh Colonia. Thành phố có dân số khoảng hơn 26.000 người năm 2011.
Thành phố này nổi tiếng với lịch sử của nó và là một di sản thế giới của UNESCO. Hiện nay, Colonia del Sacramento sản xuất hàng dệt may và có một khu chế xuất nằm xa trung tâm bách hóa và các tòa nhà hành chính.

## Dân số
Năm 2011, Colonia del Sacramento có dân số là 26,231.
| Năm  | Population |
| ---- | ---------- |
| 1908 | 8,021      |
| 1963 | 12.846     |
| 1975 | 17.046     |
| 1985 | 19.102     |
| 1996 | 22.200     |
| 2004 | 21.714     |
| 2011 | 26.231     |

Nguồn: Viên quốc gia Estadística của Uruguay

## Lịch sử
Được thành lập năm 1680 bởi những người Bồ Đào Nha với tên gọi Colonia do Sacramento (thuộc địa  Sacramento), đây là nơi tranh chấp với những người Tây Ban Nha định cư bên bờ đối diện của sông La Plata ở Buenos Aires. Thuộc địa sau đó bị chinh phục bởi José de Garro vào năm 1680, nhưng lại thuộc về Bồ Đào Nha ngay trong năm sau đó. Nó tiếp tục bị chiếm giữ một lần nữa bởi người Tây Ban Nha vào tháng 3 năm 1705 sau một cuộc bao vây kéo dài 5 tháng, nhưng sau đó đã được trao trả lại cho những người Bồ Đào Nha theo Hiệp ước Utrecht. Sau đó là một cuộc tấn công trong thời gian chiến tranh Tây Ban Nha-Bồ Đào Nha (1735-1737) để giành quyền cai trị nhưng thất bại.
Thành phố sau đó liên tục thay đổi chủ quản theo các hiệp ước: Hiệp ước Madrid năm 1750 và Hiệp ước San Ildefonso vào năm 1777, cho đến khi nó vẫn thuộc về Tây Ban Nha. Sau đó nó được kiểm soát bởi Bồ Đào Nha một lần nữa cho đến khi sáp nhập vào Brazil năm 1816, toàn bộ Banda Oriental (Uruguay) bị cai trị bởi chính phủ của Vương quốc Anh của Bồ Đào Nha, Brazil và Algarves, trở thành tỉnh Cisplatina.
Vào ngày 10 tháng 1 năm 1809, trước khi độc lập, nó được thành lập như một "Villa" (thị xã) và sau đó được nâng lên thành "Ciudad" (thành phố). Đến khi Uruguay độc lập, thành phố đã mở rộng về phía bắc và phía đông nhưng khu vực lịch sử của nó vẫn được lưu giữ lại. Những con đường phù hợp với địa hình của thành phố được xây dựng bởi những người Bồ Đào Nha tương phản với những con đường mới hơn được xây dựng bởi người Tây Ban Nha.
Thời gian biểu:
| Từ   | Đến  | Cai trị      | Nguyên nhân                                    |
| ---- | ---- | ------------ | ---------------------------------------------- |
| 1680 | 1680 | Bồ Đào Nha   | Chinh phục bởi José de Garro                   |
| 1680 | 1681 | Spain        | Tạm ước Lisbon                                 |
| 1681 | 1705 | Bồ Đào Nha   | Chinh phục trong Chiến tranh Kế vị Tây Ban Nha |
| 1705 | 1713 | Tây Ban Nha  | Hiệp ước Utrecht                               |
| 1714 | 1762 | Bồ Đào Nha   | Thám hiểm Cevallos lần thứ nhất                |
| 1762 | 1763 | Tây Ban Nha  | Hiệp ước Paris (1763)                          |
| 1763 | 1777 | Bồ Đào Nha   | Thám hiểm Cevallos lần thứ hai                 |
| 1777 | 1811 | Tây Ban Nha  | Cuộc nổi dậy José Gervasio Artigas             |
| 1811 | 1817 | Liga Federal | Cuộc nổi dậy Luso-Brazilian                    |
| 1817 | 1822 | Bồ Đào Nha   | Tuyên ngôn Độc lập Brazilian                   |
| 1822 | 1828 | Brazil       | Chiến tranh Cisplatine                         |
| 1828 | nay  | Uruguay      |                                                |

## Khí hậu
Colonia del Sacramento có khí hậu cận nhiệt đới ẩm ướt. Mùa hè ấm áp và mùa đông mát mẻ, với sự xuất hiện tương đối thường xuyên của sương giá và sương mù. Lượng mưa phân bố đồng đều trong suốt cả năm, trung bình là 1,039 mm (40,91 in), và nhiệt độ trung bình hàng năm là 17 °C (63 °F).
| Dữ liệu khí hậu của Colonia del Sacramento, Uruguay | Dữ liệu khí hậu của Colonia del Sacramento, Uruguay | Dữ liệu khí hậu của Colonia del Sacramento, Uruguay | Dữ liệu khí hậu của Colonia del Sacramento, Uruguay | Dữ liệu khí hậu của Colonia del Sacramento, Uruguay | Dữ liệu khí hậu của Colonia del Sacramento, Uruguay | Dữ liệu khí hậu của Colonia del Sacramento, Uruguay | Dữ liệu khí hậu của Colonia del Sacramento, Uruguay | Dữ liệu khí hậu của Colonia del Sacramento, Uruguay | Dữ liệu khí hậu của Colonia del Sacramento, Uruguay | Dữ liệu khí hậu của Colonia del Sacramento, Uruguay | Dữ liệu khí hậu của Colonia del Sacramento, Uruguay | Dữ liệu khí hậu của Colonia del Sacramento, Uruguay | Dữ liệu khí hậu của Colonia del Sacramento, Uruguay |
| Tháng                                               | 1                                                   | 2                                                   | 3                                                   | 4                                                   | 5                                                   | 6                                                   | 7                                                   | 8                                                   | 9                                                   | 10                                                  | 11                                                  | 12                                                  | Năm                                                 |
| --------------------------------------------------- | --------------------------------------------------- | --------------------------------------------------- | --------------------------------------------------- | --------------------------------------------------- | --------------------------------------------------- | --------------------------------------------------- | --------------------------------------------------- | --------------------------------------------------- | --------------------------------------------------- | --------------------------------------------------- | --------------------------------------------------- | --------------------------------------------------- | --------------------------------------------------- |
| Lượng Giáng thủy trung bình mm (inches)             | 92 (3.6)                                            | 116 (4.6)                                           | 125 (4.9)                                           | 91 (3.6)                                            | 78 (3.1)                                            | 66 (2.6)                                            | 69 (2.7)                                            | 76 (3.0)                                            | 80 (3.1)                                            | 113 (4.4)                                           | 108 (4.3)                                           | 87 (3.4)                                            | 1.099 (43.3)                                        |
| Số ngày giáng thủy trung bình (≥ 1.0 mm)            | 6                                                   | 6                                                   | 6                                                   | 6                                                   | 5                                                   | 5                                                   | 5                                                   | 5                                                   | 6                                                   | 7                                                   | 7                                                   | 6                                                   | 70                                                  |
| Độ ẩm tương đối trung bình (%)                      | 70                                                  | 73                                                  | 74                                                  | 77                                                  | 79                                                  | 81                                                  | 79                                                  | 78                                                  | 75                                                  | 74                                                  | 72                                                  | 69                                                  | 75                                                  |
| Nguồn: Dirección Nacional de Meteorología           |                                                     |                                                     |                                                     |                                                     |                                                     |                                                     |                                                     |                                                     |                                                     |                                                     |                                                     |                                                     |                                                     |

## Các điểm đáng chú ý
Khu vực lịch sử của thành phố được biết đến với tên gọi Barrio Historico được UNESCO công nhận là Di sản thế giới vào năm 1995. Nó là điểm thu hút khách du lịch đến từ Buenos Aires với những chuyến phà đi lại giữa hai thành phố bên bờ sông Río de la Plata. Phần lịch sử của thành phố với sự xuất hiện của những con đường lát sỏi được xây dựng bởi những người Bồ Đào Nha vào thế kỷ 17. Các địa điểm đáng chú ý nằm xung quanh Quảng trường trung tâm bao gồm:
- Portón de Campo - Cổng thành phố và là một cây cầu bằng gỗ
- Ngọn hải đăng và tàn tích của tu viện dòng Fran-xít thế kỷ 17.
- Nhà thờ Thánh Sacramento là một Vương cung thánh đường, một công trình tôn giáo được xây dựng bởi người Bồ Đào Nha năm 1808.
- Bảo tàng Bồ Đào Nha - được xây dựng vào thế kỷ 18, nó trưng bày đồ nội thất, đồ trang sức, đồng phục và các bản đồ cũ của cuộc thám hiểm hải quân Bồ Đào Nha.
- Casa de Nacarello - một dinh thự Bồ Đào Nha thế kỷ 18.
- Thành phố Bảo tàng - xây dựng lại bởi người Tây Ban Nha vào năm 1835 như Casa del Almirante Brown, nó trưng bày các hiện vật và văn bản của các thời kỳ và các nền văn hóa khác nhau của thành phố.
- Nhà Phó vương - Casa del Virrey là một công trình được phục dựng lại từ đống đổ nát.
- Trường đấu bò Real de San Carlos - Là một trường đấu bò và hiện là một tòa nhà đổ nát bị bỏ hoang, xuống cấp và bị cấm vào vì lý do an toàn.

## Hình ảnh

Bản đồ của thành phố cũ trên gạch menBản đồ của thành phố cũ trên gạch men
Cảnh các khu vực lịch sử từ đỉnh ngọn hải đăngCảnh các khu vực lịch sử từ đỉnh ngọn hải đăng
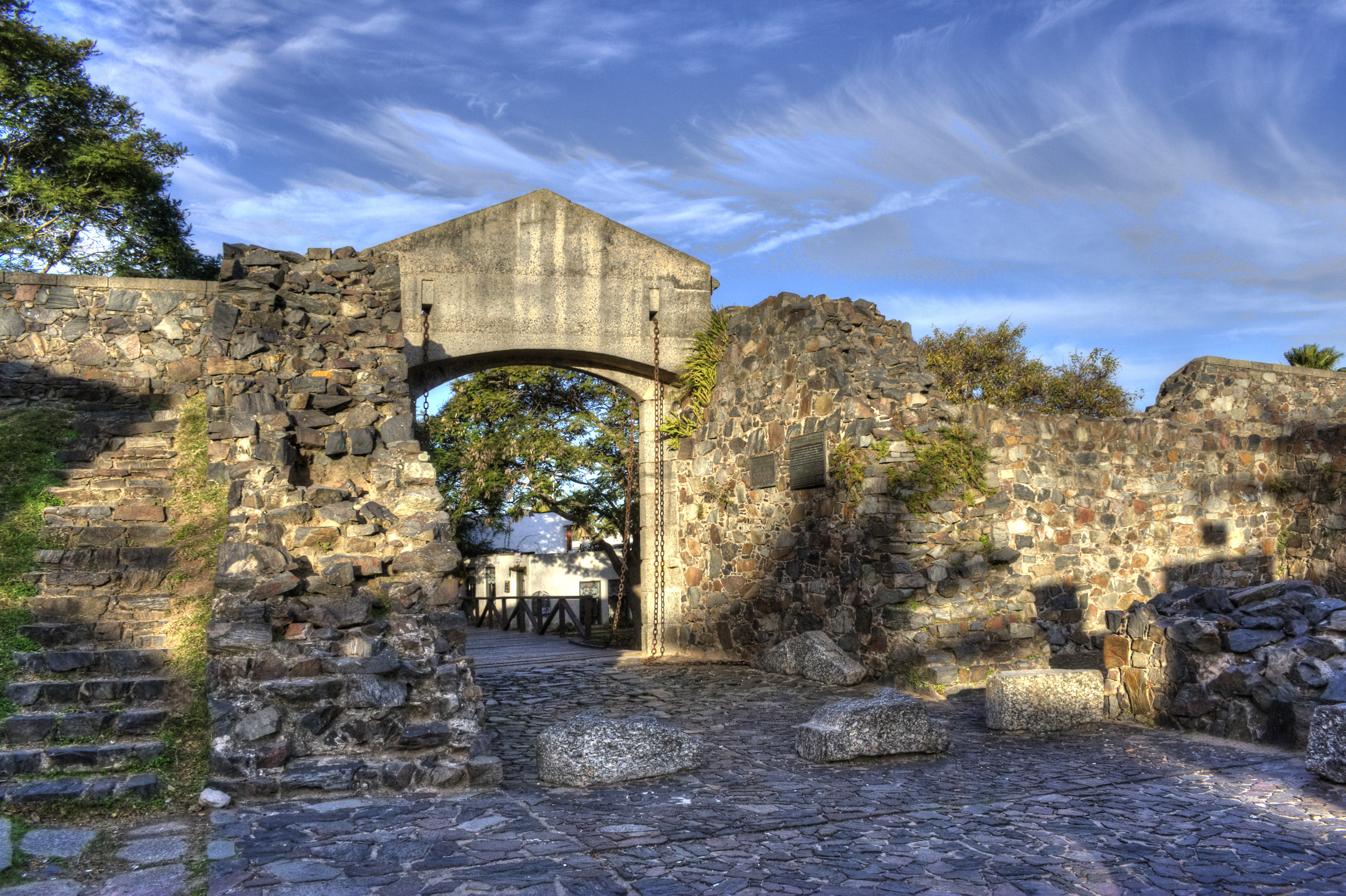
Porton de Campo, cổng Thành phố
Ngọn hải đăng tại Colonia del SacramentoNgọn hải đăng tại Colonia del Sacramento
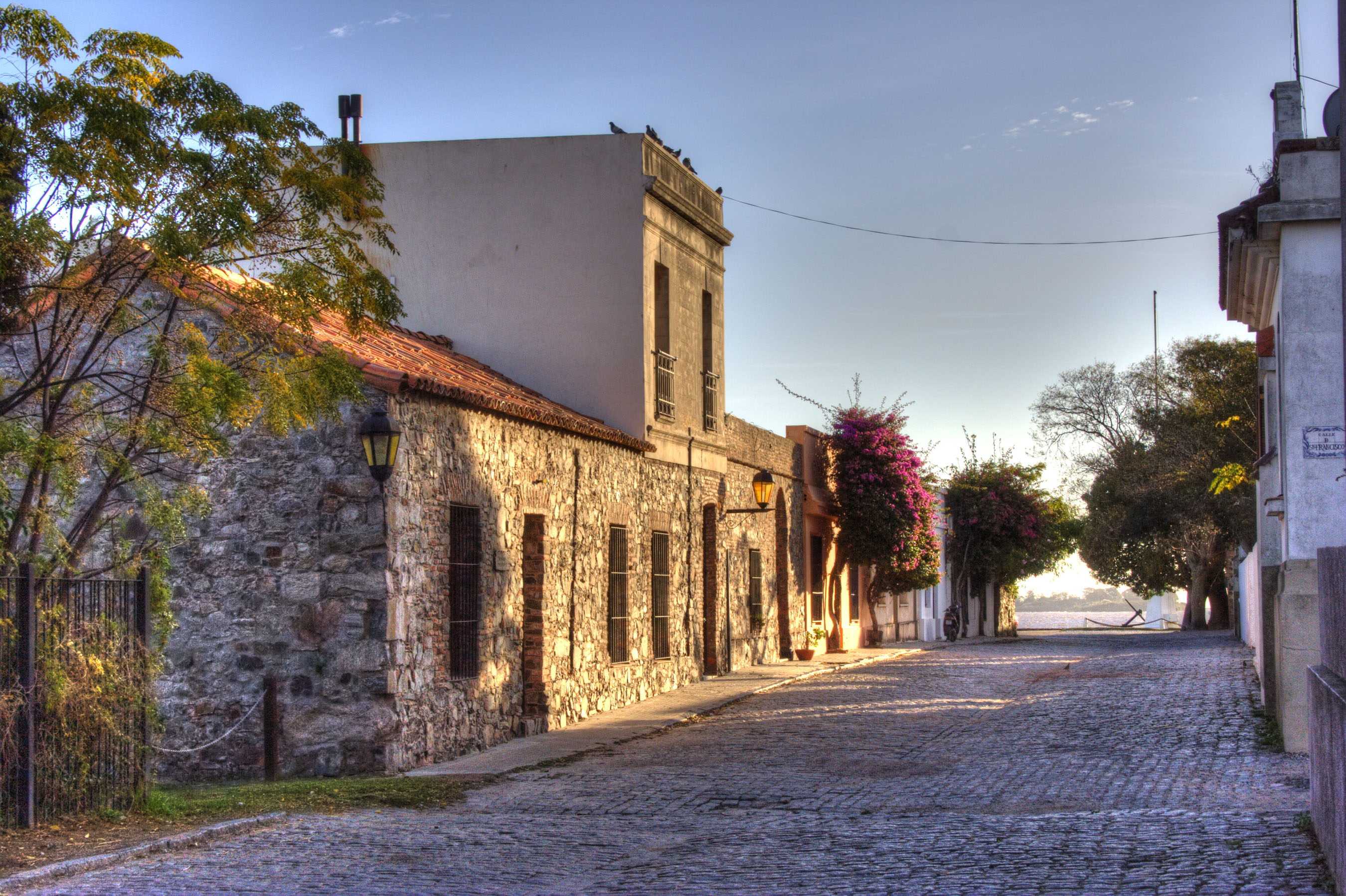
Calle San Pedro, một con đường điển hình ở khu di tích lịch sử
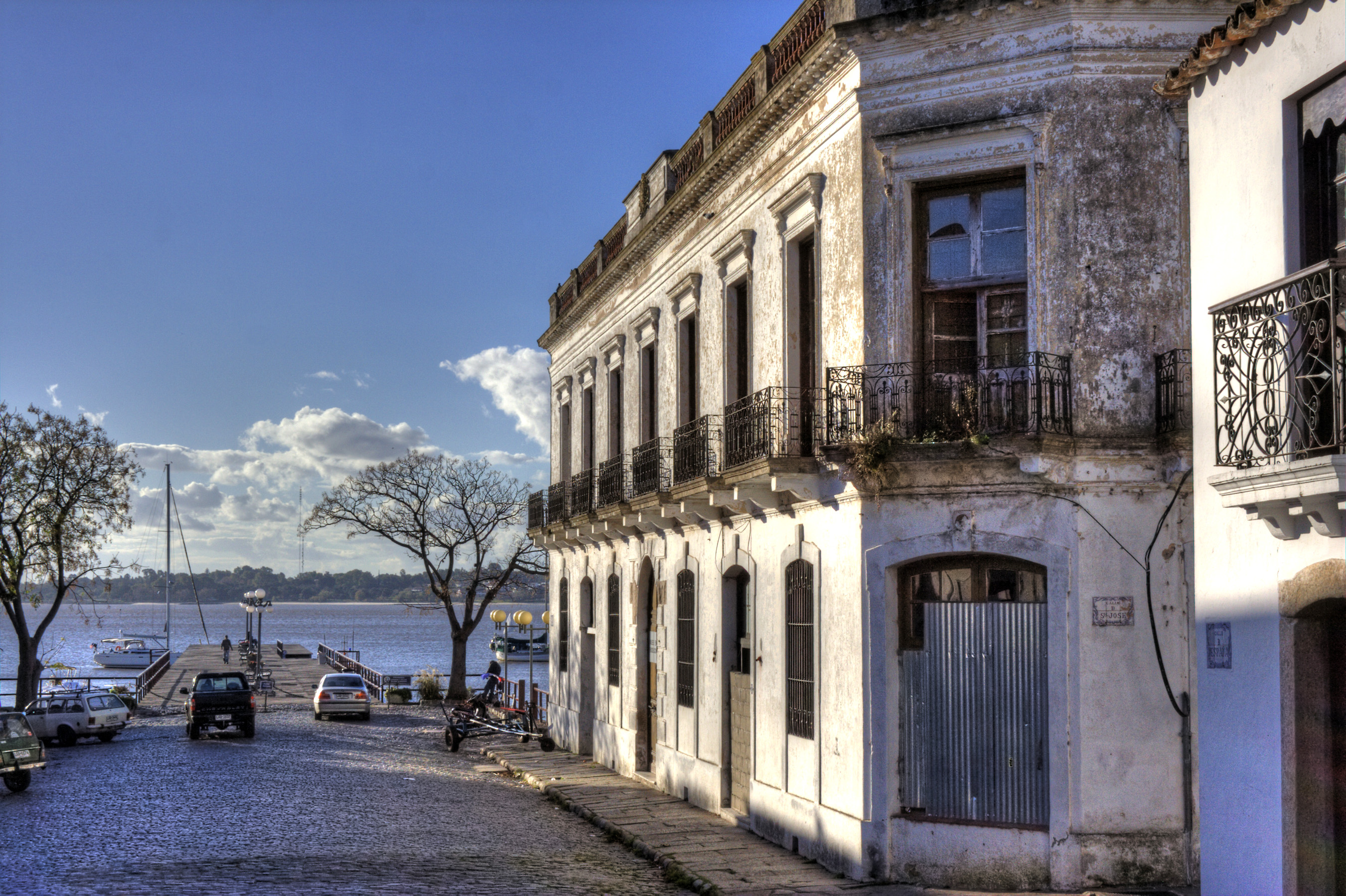
Bến cảng ở Colonia xây dựng từ năm 1866
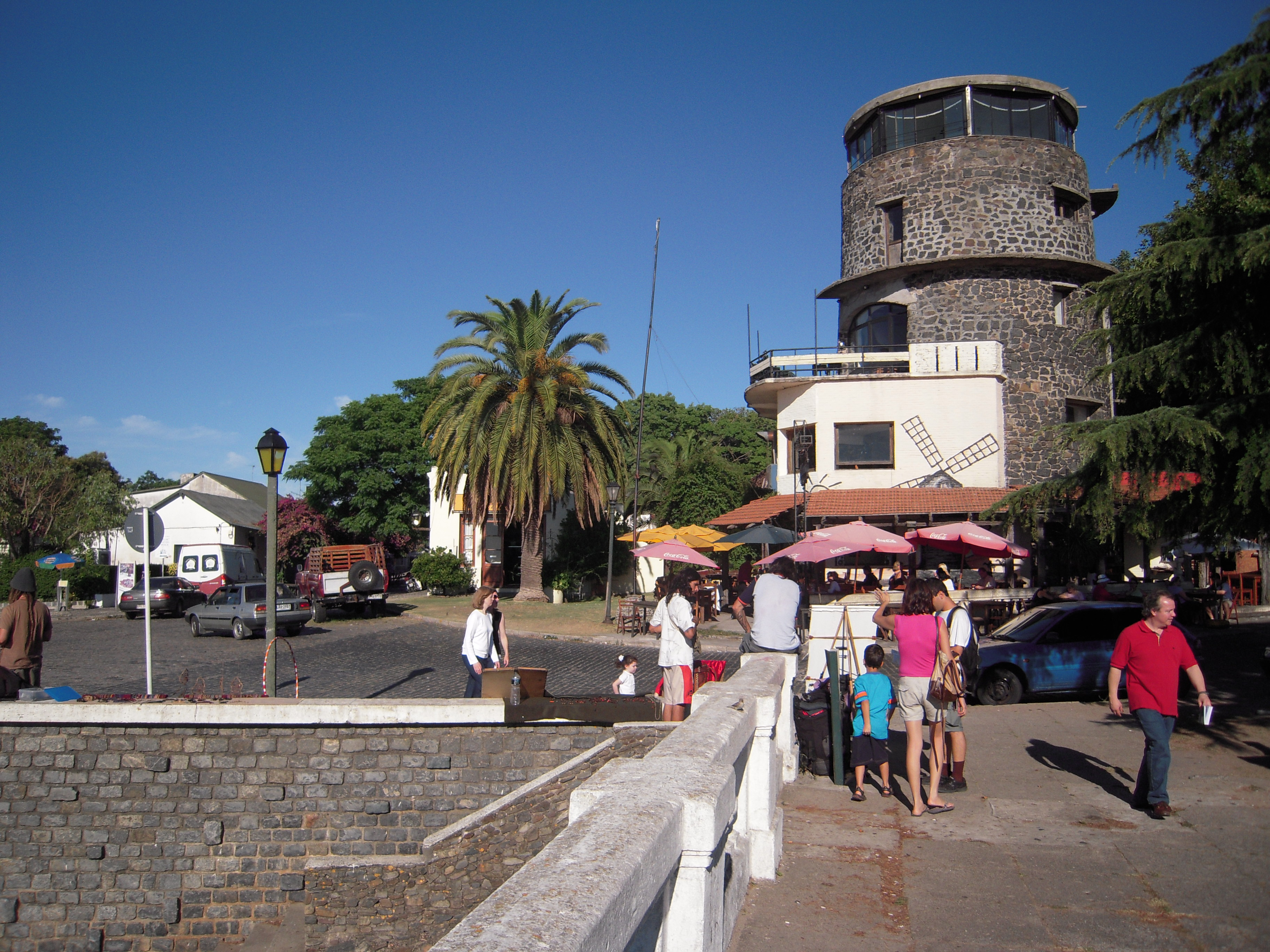
Tháp nước
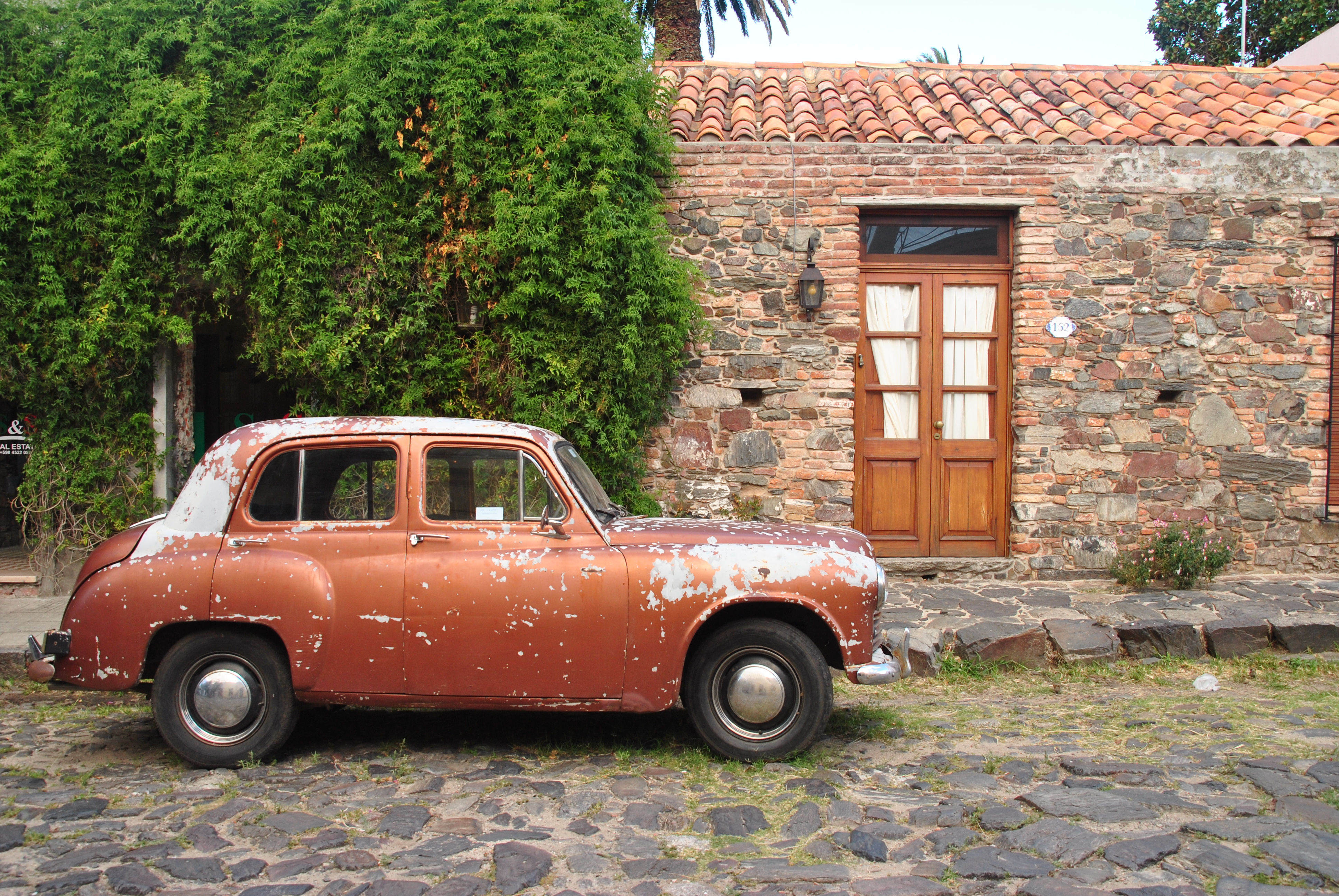
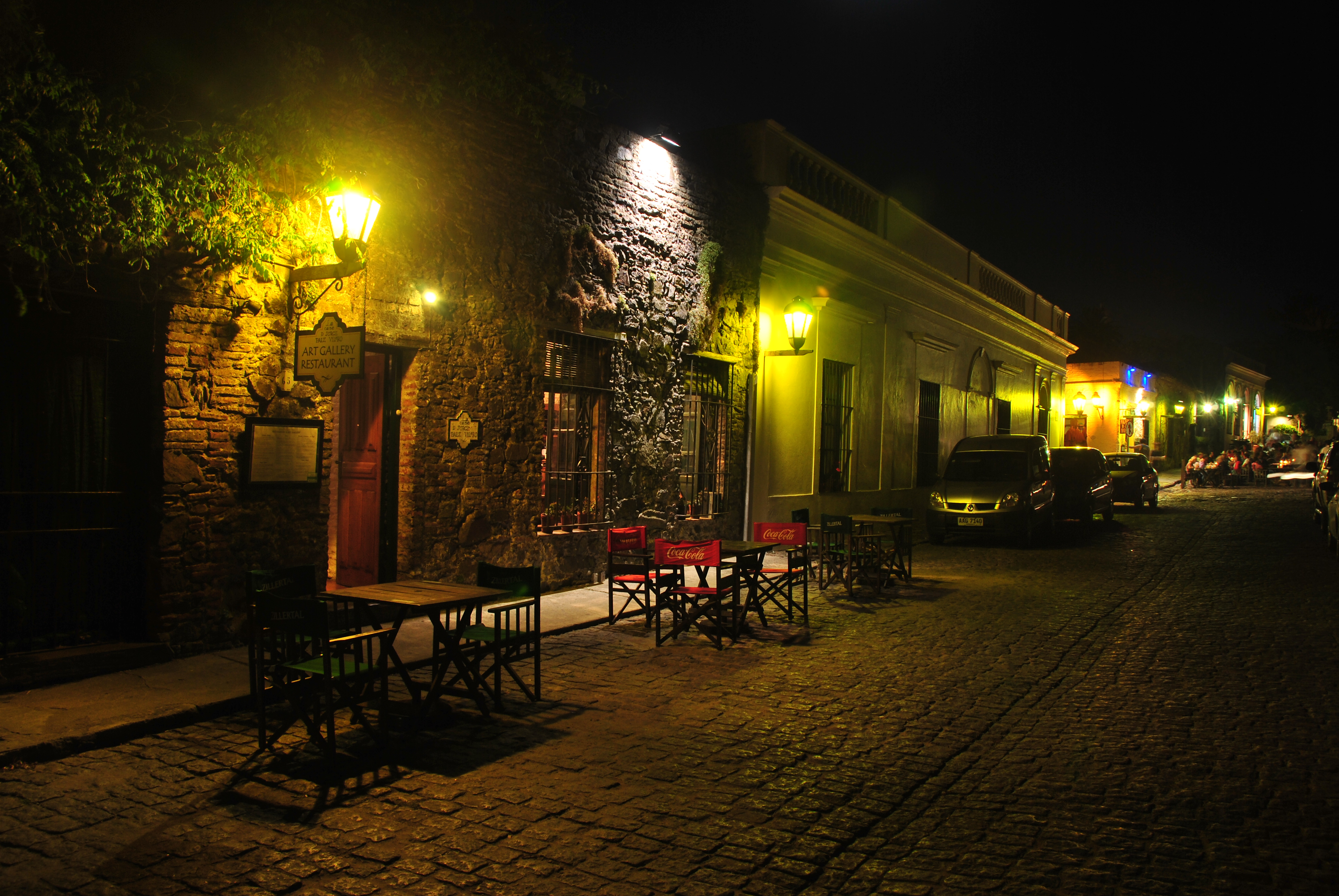